# Gay Island
Gay Island är en ö i Kanada.   Den ligger i territoriet Nunavut, i den östra delen av landet, 2 100 km norr om huvudstaden Ottawa. Arean är 2,2 kvadratkilometer.
Terrängen på Gay Island är platt. Öns högsta punkt är 105 meter över havet. Den sträcker sig 3,1 kilometer i nord-sydlig riktning, och 1,8 kilometer i öst-västlig riktning.